# Trébrivan
Trébrivan é uma comuna francesa na região administrativa da Bretanha, no departamento Côtes-d'Armor. Estende-se por uma área de 23,25 km². Em 2010 a comuna tinha 762 habitantes (densidade: 32,8 hab./km²).